# Райнсфельд (Хохвальд)
Райнсфельд (нем. Reinsfeld) — община в Германии, в земле Рейнланд-Пфальц.
Входит в состав района Трир-Саарбург. Подчиняется управлению Хермескайль. Население составляет 2285 человек (на 31 декабря 2010 года). Занимает площадь 19,77 км².

## История
Самое старое упоминание об этом месте относится к копии или реконструкции утерянной дарственной грамоты архиепископа Трира Эгберта от 981 года, датируемой 1207 годом («подделка Эгберта»). В документе упоминается «кампус Райнони» как поселение, которое архиепископ Хетти в 9 веке передал аббатству из своей частной собственности. Если документ 1207 года должен был быть копией оригинала, то «кампус Райнони» является первоначальным названием этого места и может быть переведен как «поле Рино или Рейно». Кем был Рино или Рейно, неизвестно.
В истории встречаются различные варианты написания топонима: «Рейнсвельт» (1190), «Рейнсуэльт» и «ренесуэльт» (1215), «Райнисвельт» и «Рейнсвельт» (1252), «Рейнсвельт» (1298), позже встречаются «Рейнфельт» (1330), «Рейнтцфельт» (1463), «Рейнтцфельт» (1463), «Рейнсфельдт», «Рейнсфельдт» и «Рейнсфельд» (1546), «Рейнсфельт» (1570), «Рейнсфельдт» (1625), «Рейнсфельдт» (1668 и 1689), «Рейнсфельт» (1702), «Рейнсфельт» (1724), «Рейнсфельдт» (1739) и с 1755 в нынешнем написании.